# سیارک ۱۲۷۸۷
سیارک ۱۲۷۸۷ (به انگلیسی: 12787 Abetadashi، نامگذاری:1995SR3) دوازده هزار و هفتصد و هشتاد و هفتمین سیارک کشف شده‌است که در ۲۰ سپتامبر ۱۹۹۵ کشف شد.
قدر مطلق سیارک برابر ۲۲.۴ است.